# Christian Lønstrup
Christian Lønstrup (Copenaghen, 4 aprile 1971) è un allenatore di calcio ed ex calciatore danese, di ruolo centrocampista.

## Carriera
Nel corso della sua carriera ha militato principalmente nel Copenaghen, con cui ha vinto quattro campionati danesi e due Coppe di Danimarca. In Italia ha giocato per due stagioni nel Cagliari tra il 1996 ed il 1998.
Lønstrup ha militato per breve tempo anche nella Danimarca under 21, collezionando 3 presenze ed un gol.

## Palmarès
- Campionato danese: 4

FC Copenaghen: 1993, 2001, 2003, 2004
- Coppa di Danimarca: 2

FC Copenaghen: 1995, 2004